# 鄭京慧
鄭京慧（정경희，1928年—1996年6月4日），北韓政治家，官至朝鮮勞動黨中央聯絡部長、黨中央委員會委員及政治局候補委員。

## 生平
鄭京慧的出生地和早期事跡不詳。資料記載她在1960年兼任咸鏡南道的宣傳部指導員和教育部副部長。7年後，她升遷為黨中央聯絡部科長。1970年，再晉升為中央聯絡部部長。1973年，又兼任為黨中央文化部副部長。隨後，她成為黨中央委員會委員及政治局候補委員。1982年，她當選為最高人民會議代議員，後在1986年成功連任。1996年6月4日離世，原因不明。

## 資料來源
1. 1 2 3 4  .   [2014-01-21]. （原始内容存档于2014-02-03）.
2. ↑  정경희[永久]